# Gugù, bambino dell'età della pietra
Gugù, bambino dell'età della pietra è uno dei brani vincitori del 19º Zecchino d'Oro.
Il testo è stato scritto da Carlo Ermanno Trapani e la musica è stata composta da Augusto Martelli.
Fu interpretato da Enrico Zanardi (4 anni).

## Descrizione
Il testo racconta la storia di un bambino cavernicolo di nome Gugù che frequentava la scuola elementare. Siccome la carta nella Preistoria non era stata ancora inventata, egli studiava su pesanti libri di pietra e nel trasportarli per andare a scuola faticava, si fermava continuamente e finiva sempre per arrivare in ritardo e prendere un quattro in condotta dal maestro. La morale della canzone insegna che a scuola si portano i libri e, se sono pesanti, allora si pensa a quelli di pietra, che proprio lui trasportava.